# Albero I. von Löwen
Albero I. von Löwen (* um 1060; † 1. Januar 1129) war Bischof von Lüttich und Bruder des Herzogs von Niederlothringen Gottfried von Löwen.
Nach Bischof Friedrichs Tod war der Lütticher Stuhl infolge des Investiturstreites 2 Jahre vakant geblieben. Erst nach dem Wormser Vertrag von 1122 zwischen Kaiser Heinrich V. und Papst Kalixt II., in welchem jener auf die Investitur der Bischöfe mit Ring und Stab verzichtete, wurde Albero 1123 vom Kapitel gewählt und von dem persönlich anwesenden Kaiser belehnt. Albero musste damit beginnen, sein Bistum von den Gewalttätigkeiten des Adels zu säubern; vom Kaiser zu seiner Hilfe gerufen, zerstörte Gottfried der Bärtige 1122 die in ihren bedeutenden Ruinen noch heute sichtbare, dem Grafen Goswin II. von Heinsberg gehörige Burg Valkenburg, welche den Räubern als Stützpunkt gedient hatte.
Er wird in der römisch-katholischen Kirche als heilig verehrt. Sein Gedenktag ist der 1. Januar.